# Gábor Balogh
Pour les articles homonymes, voir Balogh.
Cet article possède un paronyme, voir Gábor Balog.
Dans le nom hongrois Balogh Gábor, le nom de famille précède le prénom, mais cet article utilise l’ordre habituel en français Gábor Balogh, où le prénom précède le nom.
Gábor Balogh, né le 5 août 1976 est un pentathlonien hongrois.

## Palmarès
| Discipline/Année                         | 1997 | 1998 | 1999 | 2000 | 2001 | 2002 | 2003 | 2004 | 2005 | 2006 | 2007 | 2008 | 2009 |
| ---------------------------------------- | ---- | ---- | ---- | ---- | ---- | ---- | ---- | ---- | ---- | ---- | ---- | ---- | ---- |
| Jeux olympiques Individuel               | -    | -    | -    | 2e   | -    | -    | -    | 8e   | -    | -    | -    | 26e  | -    |
| Championnats du monde seniors Individuel | -    | -    | 1re  | 2e   | 1re  | -    | -    | -    | -    | -    | -    | -    | -    |
| Championnats du monde seniors Équipe     | -    | 2e   | 1re  | -    | 1re  | 1re  | 1re  | -    | -    | 2e   | 3e   | -    | -    |
| Championnats du monde seniors Relais     | -    | -    | 1re  | -    | -    | -    | 1re  | -    | -    | -    | -    | -    | -    |
| Coupe du monde seniors Individuel        | -    | -    | -    | -    | -    | -    | -    | -    | -    | -    | -    | -    | -    |
| Championnats d'Europe seniors Individuel | -    | -    | -    | -    | -    | 3e   | -    | -    | -    | 1re  | -    | -    | -    |
| Championnats d'Europe seniors Équipe     | -    | 2e   | 1re  | -    | 1re  | 1re  | 2e   | -    | 1re  | 1re  | 2e   | -    | -    |
| Championnats d'Europe seniors Relais     | 1re  | -    | 1re  | 1re  | -    | -    | -    | -    | 1re  | -    | -    | -    | -    |

Ce palmarès n'est pas complet

## Honneurs et distinctions
- En 1999 et 2001, il est élu sportif de l'année.